# Ronnie Stevens
Ronald George Stevens, detto Ronnie (Londra, 2 settembre 1925 – Londra, 11 novembre 2006), è stato un attore inglese.

## Biografia
Iniziò la sua carriera alla metà degli anni cinquanta, continuando fino al 1998, anno in cui recitò nel film Genitori in trappola, nel ruolo del nonno della protagonista.
In totale ottenne oltre 100 ruoli.
Nel 1959 sposò Ann Bristow, che morì nel marzo 2006, sei mesi prima di Stevens, che morì a novembre, all'età di 81 anni. La coppia ebbe due figli: Paul (morto nel 1990) e Guy.

## Filmografia parziale
- Il peccato di Lady Considine (Under Capricorn), regia di Alfred Hitchcock (1949)
- Zitto e... mosca (Top Secret), regia di Mario Zampi (1952)
- Sposi in rodaggio (For Better, for Worse), regia di J. Lee Thompson (1954)
- La pace torna in casa Bentley (As Long as They're Happy), regia di J. Lee Thompson (1955)
- Febbre bionda (Value for Money), regia di Ken Annakin (1955)
- Dottore a spasso (Doctor at Large), regia di Ralph Thomas (1957)
- La battaglia segreta di Montgomery (I Was Monty's Double), regia di John Guillermin (1958)
- Uno straniero a Cambridge (Bachelor of Hearts), regia di Wolf Rilla (1958)
- Nudi alla meta (I'm All Right Jack), regia di John Boulting (1959)
- Si spogli dottore! (Doctor in Love), regia di Ralph Thomas (1960)
- Un pezzo grosso (Very Important Person), regia di Ken Annakin (1961)
- Due mariti per volta (A Pair of Briefs), regia di Ralph Thomas (1962)
- Norman astuto poliziotto (On the Beat), regia di Robert Asher (1962)
- Dottore nei guai (Doctor in Distress), regia di Ralph Thomas (1963)
- Vai avanti... dottore! (Doctor in Clover), regia di Ralph Thomas (1966)
- Ci divertiamo da matti (Smashing Time), regia di Desmond Davis (1967)
- Alcune ragazze lo fanno (Some Girls Do), regia di Ralph Thomas (1969)
- Goodbye Mr. Chips, regia di Herbert Ross (1969)
- Tutta colpa del fattorino (Blame It on the Bellboy), regia di Mark Herman (1992)
- Grazie, signora Thatcher (Brassed Off), regia di Mark Herman (1996)
- Genitori in trappola (The Parent Trap), regia di Nancy Meyers (1998)

## Doppiatori italiani
Nelle versioni in italiano delle opere in cui ha recitato, Ronnie Stevens è stato doppiato da:
- Vinicio Sofia in Dottore a spasso
- Gianni Vagliani in Genitori in trappola